# Nuclear Vomit
Nuclear Vomit – polski zespół muzyczny wykonujący deathgrind, założony 2004 roku w Częstochowie.

## Muzycy
Obecny skład zespołu
- Perkinz (TerrorVomitSeparathor) – gitara (od 2004)
- Karol „Ulcer” Cieślik – wokal (od 2006)
- Ojciec – wokal (od 2022)
- Jacek „Jack” Gut – perkusja (od 2013)
- Nelek - bass (od 2018)

Byli członkowie zespołu
- Łukasz „Vaginathor” Gliński – wokal (2007-2022)
- Faja (RottenVaginalTormentor) – gitara basowa (2006-2018)
- Prezes (PathologicalAnnihilator) – perkusja (2004-2009)
- Baron von Bula – perkusja (2007-2013)
- Necrogoredevastator – gitara basowa (2004-2007)
- Grendalf – wokal (2005-2006)

## Dyskografia
- Bestial Masturbation (2006, demo)
- Obora (2008)
- Koryto (2011)
- Radical Circus Team (2014, split)
- Chlew (2015)
- Bitches, Drugs & Broken Dreams (2021, EP)[1]